# 北城街道 (台州市)
北城街道，中国浙江省台州市黄岩区下辖的一个街道。

## 行政区划
现辖：
马鞍山村、杜家村、新宅村、黄土岭村、长塘村、妙儿桥村、五里牌村、浦西村、后庄村、坎头张村、午尚洋村、后施村、唐溪岙村、唐家山村、塔水桥村、罗汇黄村、下洋顾村、下庄村、下林村、王林施村、王林村、净土岙村、奇石岙村、上东岙村、竹岭村和下埠村。